# Échelles de la Mort
Les Échelles de la Mort sont trois échelles autrefois en bois, maintenant réaménagées en structures métalliques, fixées dans les gorges sauvages du Doubs.

## Histoire
Situées à la frontière entre la France et la Suisse, sur la commune de Charquemont, ces échelles étaient utilisées par les contrebandiers pour franchir les falaises et ainsi pénétrer en Suisse. 
Par la suite, les forgerons Louvet de Maiche et de Charquemont (en particulier Louis), ont fabriqué et fixé dans la roche des échelles métalliques, offrant aujourd'hui un parcours de randonnée fort prisé.
Le canyon dans lequel ces échelles se dressent a également pris le nom de canyon des Échelles de la Mort.

## Accès
Les échelles et la via ferrata sont accessibles depuis le parking de la centrale du Refrain : il faut prendre le chemin à gauche dans le virage en épingle à cheveux sur la route D464 qui descend de Fournet-Blancheroche au lac de Biaufond.

## Images

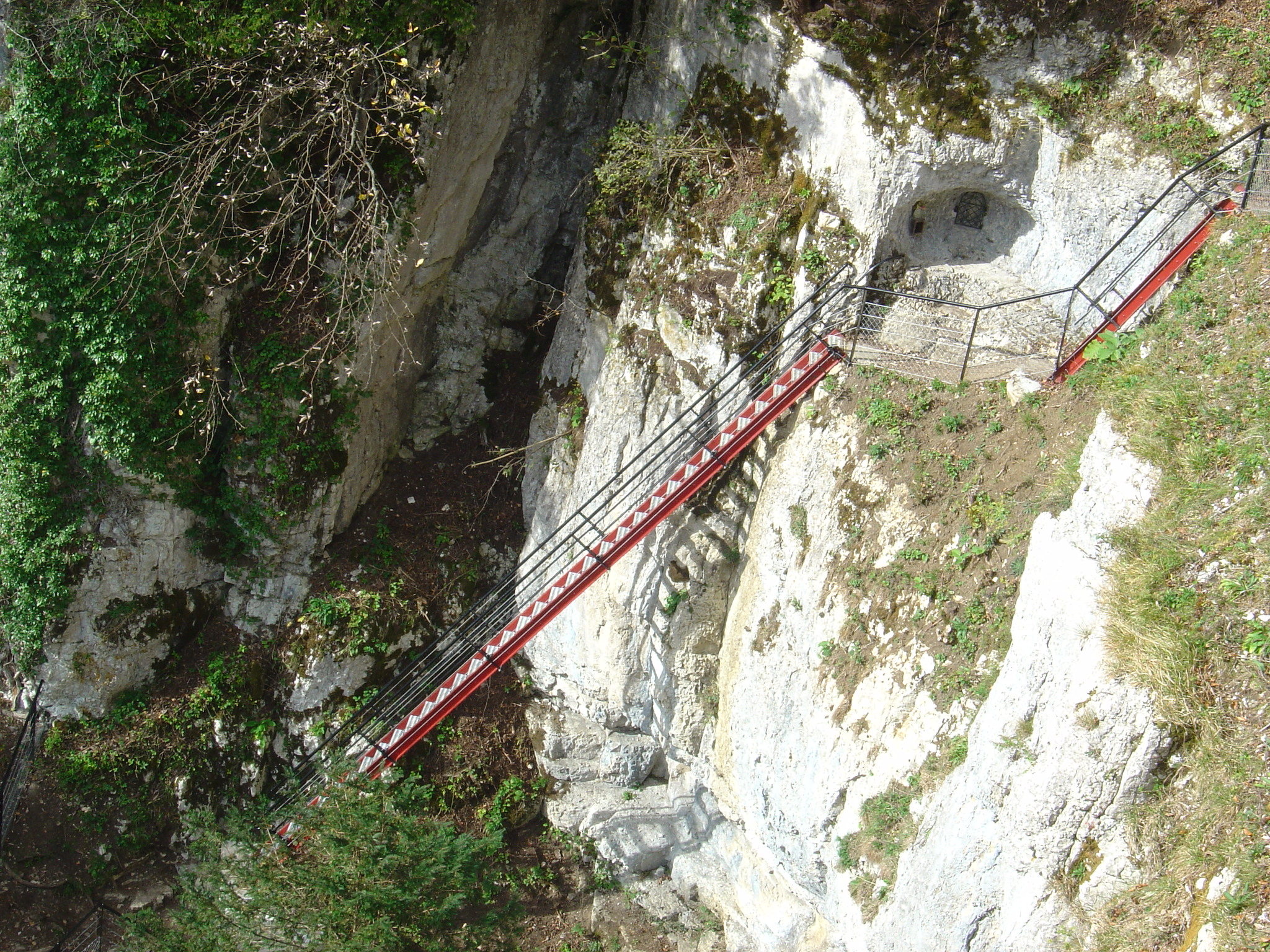
Une des échelles de la mort.
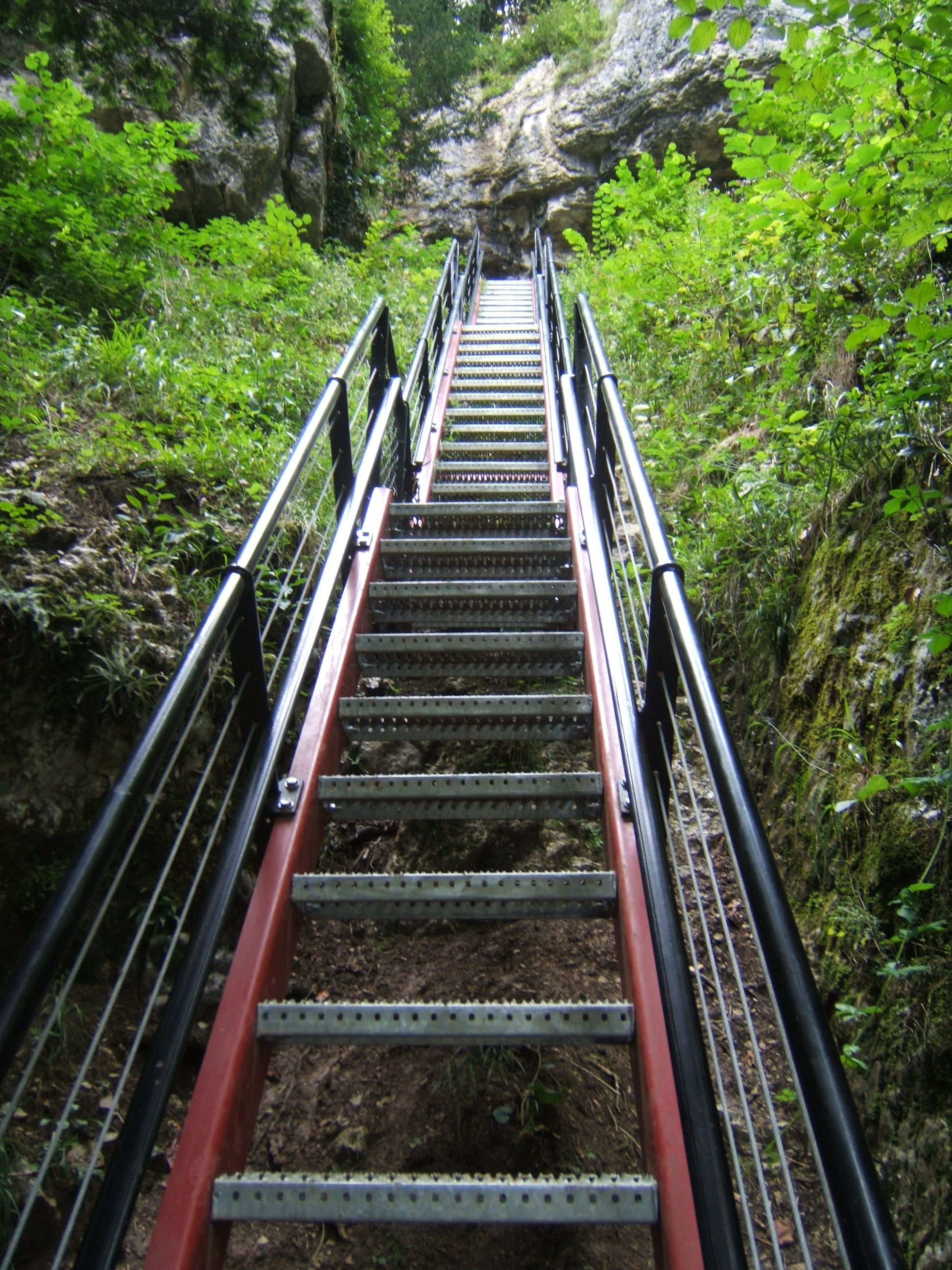
Vue de face.
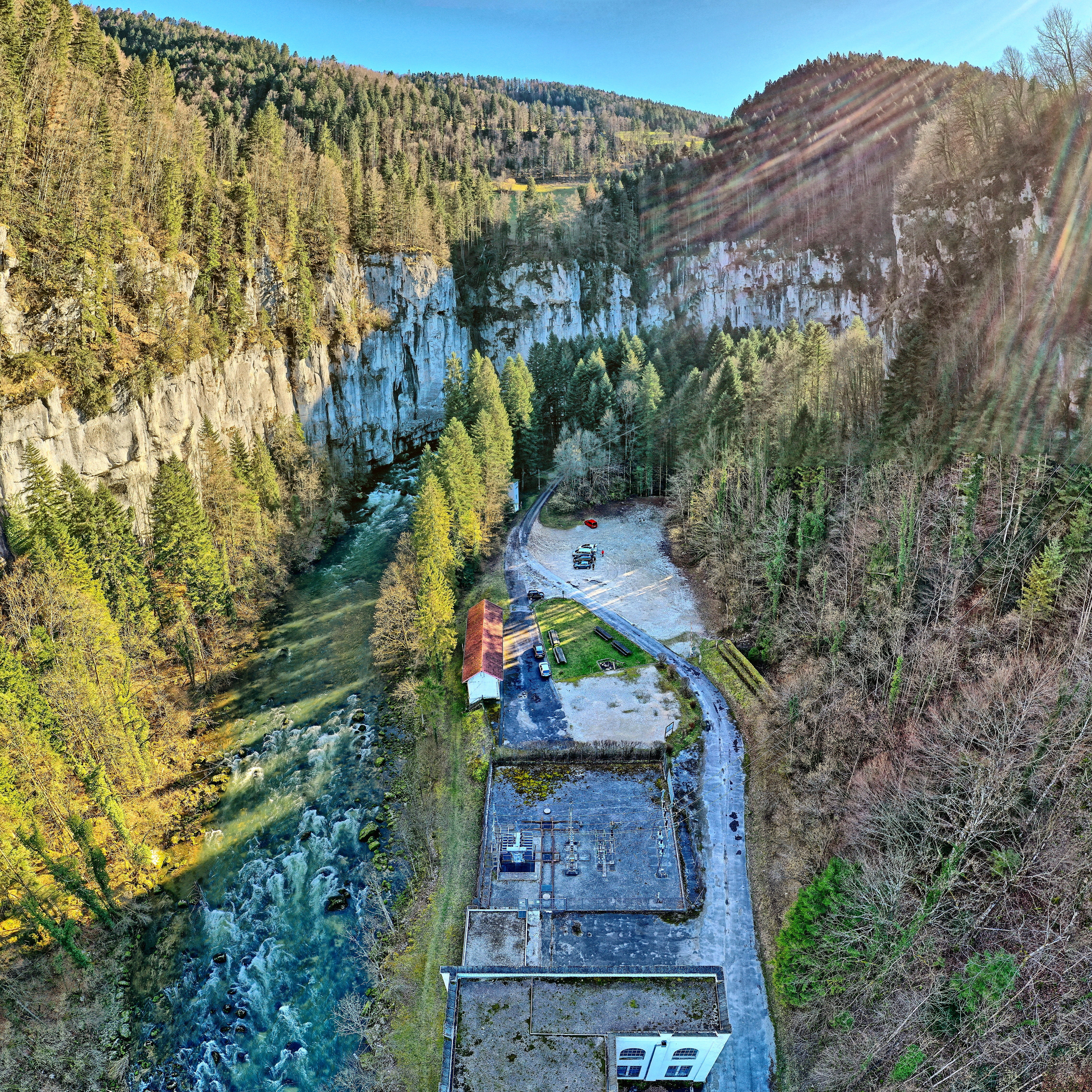
Le site de la centrale du Refrain.
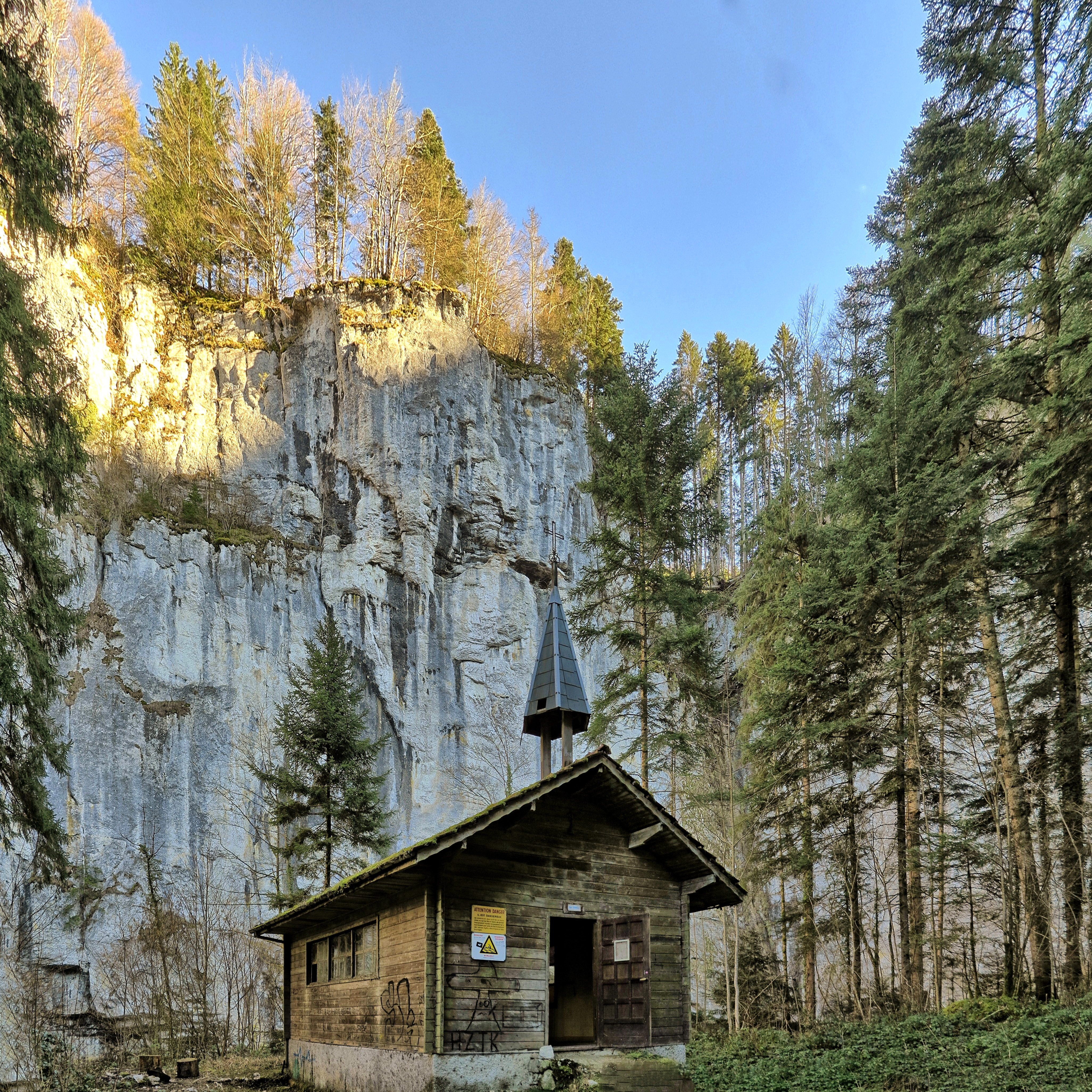
La chapelle-abri des échelles de la Mort.

## Protection - Tourisme
Les échelles et rochers de la mort font partie des sites inscrits du Doubs par la DREAL.

## Source
- Les Échelles de la Mort sur Juratourisme.ch